# 圣伯多禄圣保禄圣殿总主教座堂
波兹南圣伯多禄圣保禄圣殿总主教座堂（波蘭語：Bazylika archikatedralna Świętych Apostołów Piotra i Pawła w Poznaniu）是波兰最古老的主教座堂，位于波兹南。

## 历史
这座主教座堂兴建在梅什科一世接受洗礼的地点，兴建于10世纪下半叶，当公元968年，第一位传教士约旦主教（Jordan）来到波兰时，它已经被升为主教座堂。这座教堂的主保圣人是圣伯多禄，因为，作为波兰第一座主教座堂，有权利拥有与梵蒂冈圣伯多禄大殿同样的主保圣人。这座教堂当时长约48米。其遗迹在今天圣殿的地下室仍能看到。第一座教堂存在了大约70年，直到异教反应和波西米亚公爵布热季斯拉夫一世（1034-1038）突袭时期。这座主教座堂重建为罗曼式建筑，其遗迹在南塔楼仍可看到。在14世纪和15世纪，这座教堂重建为哥特式建筑。当时，增建了一些小圣堂。1622年大火对这座主教座堂造成严重损害，需要彻底重建，于是改为巴洛克风格。另一次大火发生在1772年，这座教堂重建为新古典主义风格。1821年，庇护七世将其升格为都主教座堂，并增加了第二位主保圣人－圣保禄。最后一次大火发生在1945年2月15日，在从德国人手中解放这座城市期间。受损极其严重，修复者决定恢复哥特式风格，利用被大火所揭示出来的中世纪基础。这座主教座堂在1956年6月29日重新开放。1962年，教宗若望二十三世将这座教堂封为次级圣殿。

## 陵墓
主教座堂是下列统治者的埋葬地点：
- 梅什科一世（992年）
- 波列斯瓦夫一世（1025年）
- 梅什科二世（1034年）
- 卡西米尔一世（1058年）
- Ladislaus Odonic（1239年）
- 普热梅希尔一世（1257年）
- 普热梅希尔二世（1296年）